# Calodipoena stathamae
Calodipoena stathamae là một loài nhện trong họ Mysmenidae.
Loài này thuộc chi Calodipoena. Calodipoena stathamae được Willis J. Gertsch miêu tả năm 1960.